# Párizs 17. kerülete
Párizs 17. kerülete (XVIIe arrondissement) Franciaország fővárosának 20 kerületének egyike. A beszélt francia nyelven ezt dix-septième-nek (tizenhetedik-nek) vagy Batignolles-Monceau-nek nevezik.
A kerület területe 5,669 km², a Szajna jobb partján fekszik.
A kerület 4 közigazgatási körzetre oszlik: Ternes és Monceau a délnyugati részen, két felsőosztálybeli kerület, amelyek inkább haussmanni stílusúak; a kerület közepén a Batignolles kerület, egy főként fiatal családok vagy párok által lakott terület, ahol markáns dzsentrifikációs folyamatok zajlanak; az északkeleti részen az Épinettes kerület, egy lakottá vált egykori ipari negyed, amely főként középosztálybeli, és szintén kevésbé előrehaladott dzsentrifikációs folyamatokat él át.
A 17. kerület városházája a Rue des Batignolles-on található. Ez Párizs egyetlen olyan városházája, amely egy modern épületben található. Az eredeti épületet 1971-ben lebontották, hogy helyet csináljanak a jelenlegi építménynek. A 17. kerületben található a párizsi Palais des Congrès, amely egy nagy kiállítási központ, a hozzá tartozó magasépületű szállodával, a Hyatt Regency Paris Étoile-lal, amely a város legnagyobbika.

## Népesség
| Lakosok száma | 170 218 | 169 375 | 167 288 | 165 859 | 166 543 | 166 336 | 164 413 | 161 206 |
|               | 2009    | 2016    | 2017    | 2018    | 2019    | 2020    | 2021    | 2022    |

## Közlekedés

### Metró
- : Charles de Gaulle - Étoile, Argentine és Porte Maillot
- : Charles de Gaulle - Étoile, Ternes, Courcelles, Monceau, Villiers, Rome és Place de Clichy
- : Porte de Champerret, Pereire, Wagram, Malesherbes  és Villiers
- : Charles de Gaulle - Étoile
- : Porte de Clichy, Brochant, Porte de Saint-Ouen, Guy Môquet, La Fourche és Place de Clichy
- : Pont-Cardinet és Porte de Clichy

### Réseau express régional
- : Charles de Gaulle - Étoile
- : Porte de Clichy, Pereire - Levallois és Neuilly - Porte Maillot

### Villamos
- : Porte de Saint-Ouen, Epinettes - Pouchet, Honoré de Balzac, Porte de Clichy - Tribunal de Paris et Porte d'Asnières - Marguerite Long; tervezett hosszabbítás 2023-ig: Porte Dauphine

### Transilien
- : Pont-Cardinet